# ويليام مكغان
ويليام سي ماكغان (15 أبريل 1893-15 نوفمبر 1977) كان مخرج أفلام أمريكي. أخرج أكثر من 50 فيلما بين عامي 1930 و 1942. ولد في بيتسبرغ، بنسلفانيا وتوفي في لوس أنجلوس، كاليفورنيا.

## المراجع

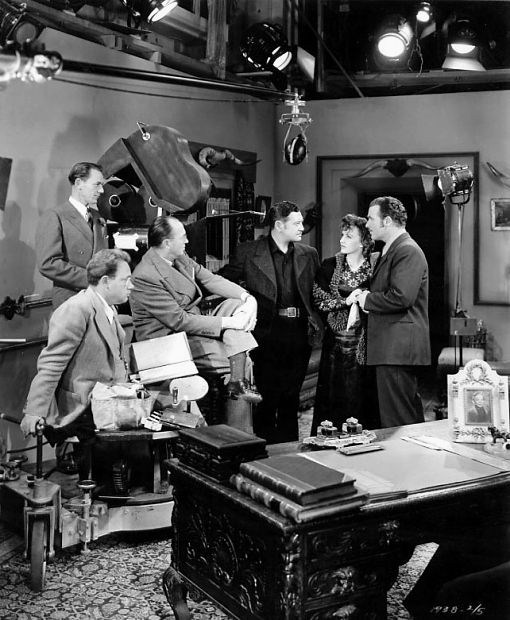
Russell Harlan (cinematographer, standing), unknown, William C. McGann (director), Richard Dix، Frances Gifford & Preston Foster on the set of American Empire (1942)